# Riggia acuticaudata
Riggia acuticaudata is een pissebed uit de familie Cymothoidae. De wetenschappelijke naam van de soort is voor het eerst geldig gepubliceerd in 2002 door Thatcher, Lopes & Froehlich.